# جاسوس لندن
جاسوس لندن هو مسلسل تلفزيوني درامي بريطاني مكون من خمسة حلقات تم إنشاؤه وكتابته من قبل توم روب سميث وبث على قناةبي بي سي الثانية من 9 نوفمبر وحتى 7 ديسمبر 2015. 

## القصة
جاسوس لندن تبدأ كقصة لرجلين شابان: داني (بن ويشا) إجتماعي وممتع ورومانسي - يقع في حب أليكس (إدوارد هولكروفت) أناني و غامض وذكي. عندما يكتشفان كم هما مناسبان لبعضهما البعض يختفي أليكس. داني يعثر على جسد أليكس ويتبين أن أليكس عمل لصالح المخابرات السرية. على الرغم من أن داني غير مهيأ تماماً ليدخل عالم التجسس، فإنه يقرر الكفاح من أجل الحقيقة حول وفاة أليكس. 

## طاقم التمثيل

### الأساسين
- بن ويشا بدور دانيال «داني» إدوارد هولت.
- جيم برودبنت بدور سكوتي
- إدوارد هولكروفت بدور أليستير «أليكس» تيرنر
- سامانثا سبيرو بدور المحققة تايلور
- لورين أشبورن بدور السيدة تيرنر / مربية
- ديفيد هايمان بدور السيد تيرنر / غرانسمان
- كلارك بيترز بدور الأميركي
- شارلوت رامبلينغ بدور فرانسيس تيرنر
- مارك غاتيس بدور ريتش
- هارييت والتر بدور كلير
- جيمس فوكس بدور جيمس
- أدريان ليستر  [لغات أخرى]‏ بدور الأستاذ ماركوس شو
- ريكاردو سكامارشيو بدور الشبيه

## وصلات خارجية
- الموقع الرسمي
- London Spy on BBC America
- جاسوس لندن على موقع IMDb (الإنجليزية)
- جاسوس لندن على موقع ميتاكريتيك (الإنجليزية)
- جاسوس لندن على موقع روتن توميتوز (الإنجليزية)
- جاسوس لندن على موقع نتفليكس (الإنجليزية)
- جاسوس لندن على موقع ليتربوكسد (الإنجليزية)
- جاسوس لندن على موقع كينوبويسك (الروسية)
- جاسوس لندن على موقع ألو سيني (الفرنسية)
- جاسوس لندن على موقع قاعدة بيانات الفيلم (الإنجليزية)